# Montlouis-sur-Loire
Ne doit pas être confondu avec Mont-Louis (Pyrénées-Orientales).
Montlouis-sur-Loire est une commune française située dans le département d'Indre-et-Loire près de Tours en région Centre-Val de Loire.

## Géographie

### Localisation
La commune est située sur la rive gauche de la Loire, 12 kilomètres à l'est de Tours et à 249 km de Paris.
Le territoire de la commune est limitrophe de ceux de neuf communes.
| Vouvray La Loire                          | Vernou-sur-Brenne La Loire | Noizay La Loire      |
| La Ville-aux-Dames Saint-Pierre-des-Corps | Montlouis-sur-Loire        | Lussault-sur-Loire   |
| Véretz                                    | Azay-sur-Cher              | Saint-Martin-le-Beau |

### Géologie et relief
La superficie de la commune est de 24,55 km2 ; son altitude varie de 46  à   97 m.

### Hydrographie

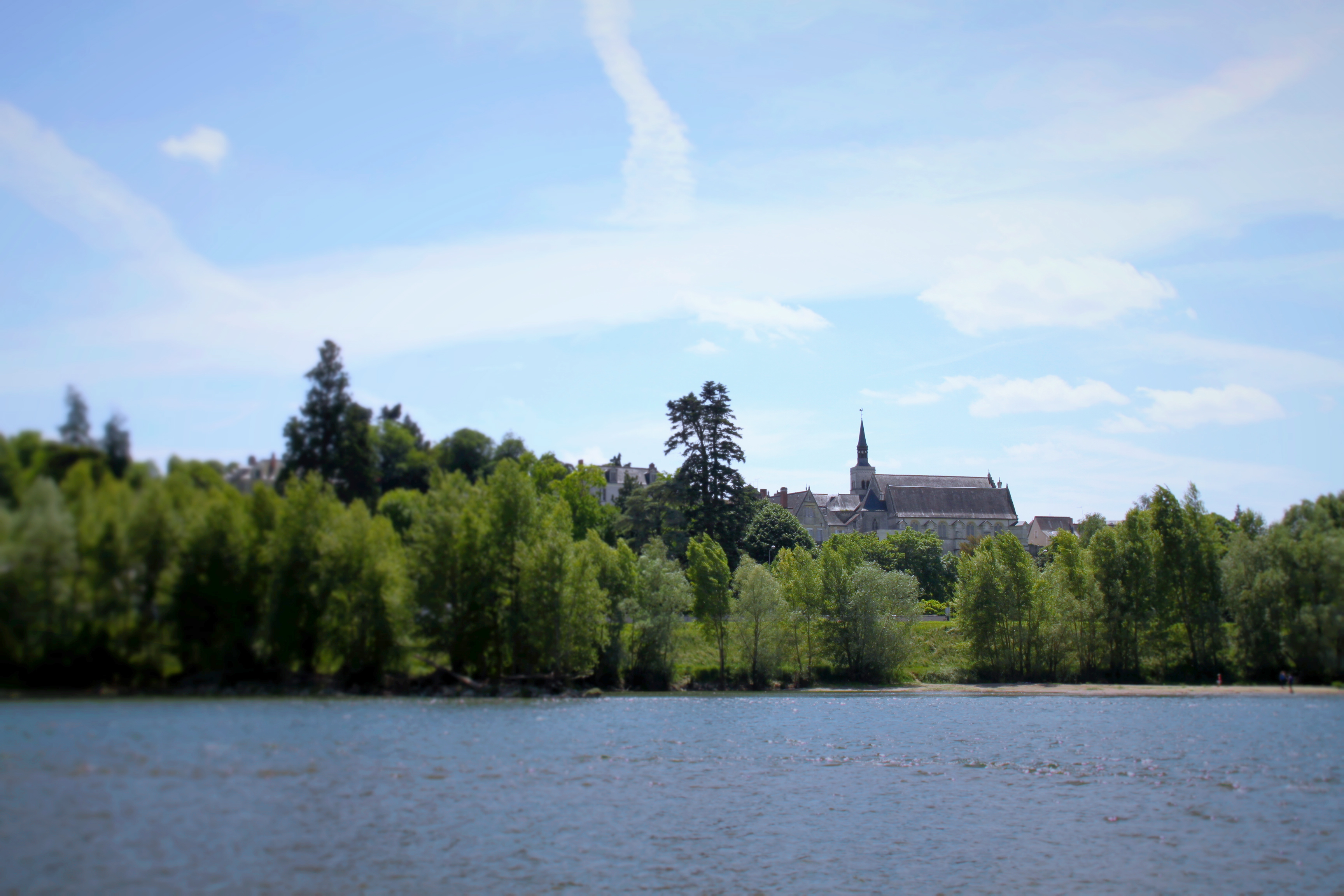
Vue de Montlouis-sur-Loire.

Le territoire de la commune est situé dans le bassin Loire-Bretagne.
La commune est bordée sur son flanc nord par la Loire (4,27 km), qui en constitue la limite communale. Le réseau hydrographique communal, d'une longueur totale de 8,44 km, comprend deux autres cours d'eau notables, le Filet (1,299 km), et trois petits cours d'eau pour certains temporaires,.
Le cours de la Loire s’insère dans une large vallée qu’elle a façonnée peu à peu depuis des milliers d’années. Elle traverse d'est en ouest le département d'Indre-et-Loire depuis Mosnes jusqu'à Candes-Saint-Martin, avec un cours large et lent. La Loire présente des fluctuations saisonnières de débit assez marquées. Sur le plan de la prévision des crues, la commune est située dans le tronçon de la Loire tourangelle, qui court entre la sortie de Nazelles-Négron et la confluence de la Vienne, dont la station hydrométrique de référence la plus proche est située à Tours [aval pont Mirabeau]. Le débit mensuel moyen (calculé sur 62 ans pour cette station) varie de 112 m3/s au mois d'août  à 622 m3/s au mois de février. Le débit instantané maximal observé sur cette station est de 3 050 m3/s et s'est produit le 9 décembre 2003, la hauteur maximale relevée a été de 5,78 m ce même jour,. La hauteur maximale historique a été atteinte le 3 juin 1856 avec une hauteur inconnue mais supérieure à 6,20 m.
Sur le plan piscicole, la Loire est classée en deuxième catégorie piscicole. Le groupe biologique dominant est constitué essentiellement de poissons blancs (cyprinidés) et de carnassiers (brochet, sandre et perche).
Le Filet, d'une longueur totale de 19,6 km, prend sa source dans la commune de Dierre et se jette dans le Cher à Tours, après avoir traversé 10 communes. Ce cours d'eau est classé dans la liste 1 au titre de l'article L. 214-17 du code de l'environnement sur le Bassin Loire-Bretagne. Du fait de ce classement, aucune autorisation ou concession ne peut être accordée pour la construction de nouveaux ouvrages s'ils constituent un obstacle à la continuité écologique et le renouvellement de la concession ou de l'autorisation des ouvrages existants est subordonné à des prescriptions permettant de maintenir le très bon état écologique des eaux. 
Sur le plan piscicole, le Filet est également classé en deuxième catégorie piscicole.
Deux zones humides ont été répertoriées sur la commune par la direction départementale des territoires (DDT) et le conseil départemental d'Indre-et-Loire : « la vallée du Ruisseau du Filet » et « la vallée de la Loire de Mosnes à Candes-Saint-Martin »,.

### Climat
Pour des articles plus généraux, voir Climat du Centre-Val de Loire et Climat d'Indre-et-Loire.
En 2010, le climat de la commune est de type climat océanique altéré, selon une étude du CNRS s'appuyant sur une série de données couvrant la période 1971-2000. En 2020, Météo-France publie une typologie des climats de la France métropolitaine dans laquelle la commune est toujours exposée à un climat océanique altéré et est dans la région climatique Moyenne vallée de la Loire, caractérisée par une bonne insolation (1 850 h/an) et un été peu pluvieux.
Pour la période 1971-2000, la température annuelle moyenne est de 11,4 °C, avec une amplitude thermique annuelle de 14,8 °C. Le cumul annuel moyen de précipitations est de 711 mm, avec 11,1 jours de précipitations en janvier et 6,6 jours en juillet. Pour la période 1991-2020, la température moyenne annuelle observée sur la station météorologique de Météo-France la plus proche, « Tours - Parcay-Meslay », sur la commune de Parçay-Meslay à 9 km à vol d'oiseau, est de 12,2 °C et le cumul annuel moyen de précipitations est de 677,8 mm,. Pour l'avenir, les paramètres climatiques de la commune estimés pour 2050 selon différents scénarios d'émission de gaz à effet de serre sont consultables sur un site dédié publié par Météo-France en novembre 2022.
| Mois                                  | jan.             | fév.             | mars           | avril           | mai             | juin           | jui.           | août           | sep.           | oct.            | nov.            | déc.             | année      |
| ------------------------------------- | ---------------- | ---------------- | -------------- | --------------- | --------------- | -------------- | -------------- | -------------- | -------------- | --------------- | --------------- | ---------------- | ---------- |
| Température minimale moyenne (°C)     | 2,5              | 2,3              | 4,3            | 6               | 9,4             | 12,6           | 14,4           | 14,3           | 11,4           | 9               | 5,3             | 2,9              | 7,9        |
| Température moyenne (°C)              | 5,1              | 5,6              | 8,6            | 11              | 14,5            | 18             | 20,2           | 20,2           | 16,8           | 13              | 8,3             | 5,5              | 12,2       |
| Température maximale moyenne (°C)     | 7,7              | 9                | 12,9           | 16              | 19,6            | 23,4           | 25,9           | 26             | 22,1           | 17              | 11,4            | 8,1              | 16,6       |
| Record de froid (°C) date du record   | −17,4 17.01.1987 | −14,2 04.02.1963 | −10,3 01.03.05 | −3,4 21.04.1991 | −0,6 08.05.1974 | 2,6 05.06.1969 | 4,3 05.07.1965 | 4,8 30.08.1986 | 0,9 11.09.1972 | −2,3 29.10.1997 | −7,1 24.11.1998 | −18,5 29.12.1964 | −18,5 1964 |
| Record de chaleur (°C) date du record | 16,9 15.01.1975  | 22,1 27.02.19    | 25,3 31.03.21  | 29,2 30.04.05   | 31,8 27.05.05   | 39,1 18.06.22  | 40,8 25.07.19  | 39,8 10.08.03  | 35,5 09.09.23  | 31,1 02.10.23   | 22,3 07.11.15   | 18,5 07.12.00    | 40,8 2019  |
| Ensoleillement (h)                    | 68,4             | 95,2             | 148,8          | 187,3           | 214,2           | 228,5          | 247,1          | 237,7          | 191,3          | 122,9           | 78,9            | 64,6             | 1 884,8    |
| Précipitations (mm)                   | 63               | 52,4             | 48,7           | 53              | 57,7            | 53,2           | 46,6           | 44             | 51,8           | 66              | 69,3            | 72,1             | 677,8      |

### Milieux naturels et biodiversité

#### Espaces protégés et gérés
La protection réglementaire est le mode d’intervention le plus fort pour préserver des espaces naturels remarquables et leur biodiversité associée.
Dans ce cadre, la commune fait partie de quatre espaces protégés : 
- l'île de Bondésir, terrain acquis (ou assimilé) par le Conservatoire d'espaces naturels Centre-Val-de-Loire[21] ;
- l'île aux moutons, protégée par un arrêté de protection de biotope[22] ;
- l'île de Bondésir - parcelle en maitrise d'usage, terrain géré (location, convention de gestion) par le Conservatoire d'espaces naturels Centre-Val-de-Loire[23] ;
- la Frillière - parcelle en maitrise d'usage, terrain géré (location, convention de gestion) par un Conservatoire d'espaces naturels Centre-Val-de-Loire[24].

#### Zones naturelles d'intérêt écologique, faunistique et floristique
L’inventaire des zones naturelles d'intérêt écologique, faunistique et floristique (ZNIEFF) a pour objectif de réaliser une couverture des zones les plus intéressantes sur le plan écologique, essentiellement dans la perspective d’améliorer la connaissance du patrimoine naturel national et de fournir aux différents décideurs un outil d’aide à la prise en compte de l’environnement dans l’aménagement du territoire.
Le territoire communal comprend deux ZNIEFF de type 1 : 
- la Loire entre l'île de la Noiraye et la Frillière[25] ;
- Chenaie-Charmaie du bois de la Vallerie[26].

et une ZNIEFF de type 2 : la Loire tourangelle.

#### Sites Natura 2000
Le réseau Natura 2000 est un réseau écologique européen de sites naturels d’intérêt écologique élaboré à partir des directives « habitats » et « oiseaux ». Ce réseau est constitué de zones spéciales de conservation (ZSC) et de zones de protection spéciale (ZPS). Dans les zones de ce réseau, les États Membres s'engagent à maintenir dans un état de conservation favorable les types d'habitats et d'espèces concernés, par le biais de mesures réglementaires, administratives ou contractuelles.
Deux sites Natura 2000 ont été définis sur la commune : 
- la Loire de Candes-Saint-Martin à Mosnes, site défini en site d'importance communautaire (SIC)[29] ;
- la vallée de la Loire d'Indre-et-Loiresite défini en zone de protection spéciale (ZPS)[30].

#### Espèces faunistiques et floristiques
L’Inventaire national du patrimoine naturel (INPN) recense plusieurs espèces faunistiques et floristiques sur le territoire de la commune dont certaines sont protégées et d’autres menacées et quasi-menacées.

## Urbanisme

### Typologie
Au 1er janvier 2024, Montlouis-sur-Loire est catégorisée ceinture urbaine, selon la nouvelle grille communale de densité à sept niveaux définie par l'Insee en 2022.
Elle appartient à l'unité urbaine de Tours, une agglomération intra-départementale regroupant 38  communes, dont elle est une commune de la banlieue,,. Par ailleurs la commune fait partie de l'aire d'attraction de Tours, dont elle est une commune de la couronne,. Cette aire, qui regroupe 162 communes, est catégorisée dans les aires de 200 000 à moins de 700 000 habitants,.

### Occupation des sols
L'occupation des sols de la commune, telle qu'elle ressort de la base de données européenne d’occupation biophysique des sols Corine Land Cover (CLC), est marquée par l'importance des territoires agricoles (55,5 % en 2018), en diminution par rapport à 1990 (59,2 %). La répartition détaillée en 2018 est la suivante : zones agricoles hétérogènes (27,7 %), zones urbanisées (23,7 %), cultures permanentes (17,3 %), forêts (10,3 %), terres arables (6,9 %), zones industrielles ou commerciales et réseaux de communication (5 %), prairies (3,5 %), eaux continentales (2,8 %), milieux à végétation arbustive et/ou herbacée (1,7 %), espaces ouverts, sans ou avec peu de végétation (1,2 %). L'évolution de l’occupation des sols de la commune et de ses infrastructures peut être observée sur les différentes représentations cartographiques du territoire : la carte de Cassini (XVIIIe siècle), la carte d'état-major (1820-1866) et les cartes ou photos aériennes de l'IGN pour la période actuelle (1950 à aujourd'hui).

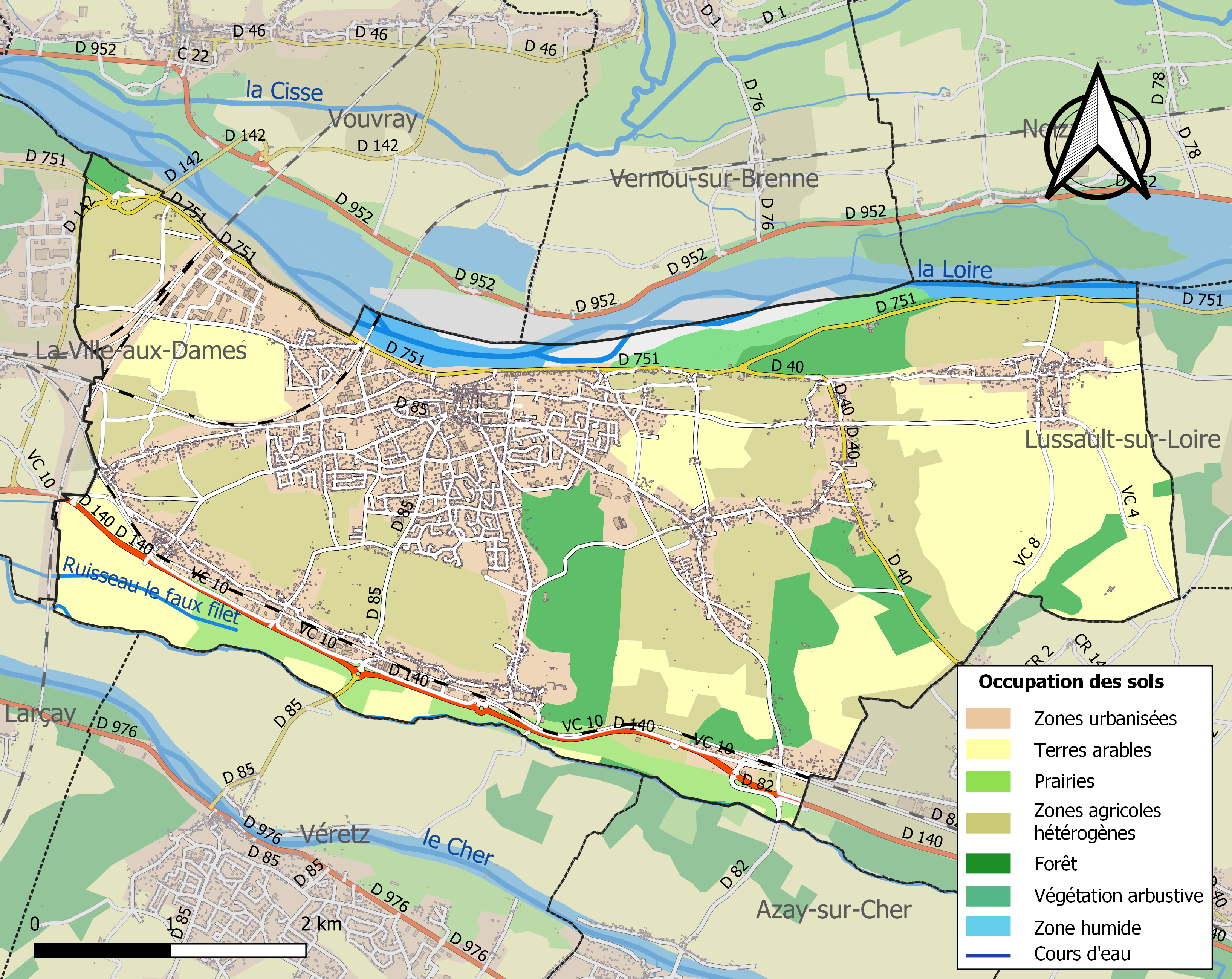
Carte des infrastructures et de l'occupation des sols de la commune en 2018 (CLC).

### Risques majeurs
Le territoire de la commune de Montlouis-sur-Loire est vulnérable à différents aléas naturels : météorologiques (tempête, orage, neige, grand froid, canicule ou sécheresse), inondations, feux de forêts, mouvements de terrains et séisme (sismicité faible). Un site publié par le BRGM permet d'évaluer simplement et rapidement les risques d'un bien localisé soit par son adresse soit par le numéro de sa parcelle.
Certaines parties du territoire communal sont susceptibles d’être affectées par le risque d’inondation par débordement de cours d'eau, notamment le Filet et la Loire. La commune fait partie du territoire à risques importants d'inondation (TRI) de Tours, un des 21 TRI qui ont été arrêtés fin 2012 sur le bassin Loire-Bretagne et portés à 22 lors de l'actualisation de 2018. Des cartes des surfaces inondables ont été établies pour trois scénarios : fréquent (crue de temps de retour de 10 ans à 30 ans), moyen (temps de retour de 100 ans à 300 ans) et extrême (temps de retour de l'ordre de 1 000 ans, qui met en défaut tout système de protection),. La commune a été reconnue en état de catastrophe naturelle au titre des dommages causés par les inondations et coulées de boue survenues en 1983, 1999, 2008 et 2016,.
Pour anticiper une remontée des risques de feux de forêt et de végétation vers le nord de la France en lien avec le dérèglement climatique, les services de l’État en région Centre-Val de Loire (DREAL, DRAAF, DDT) avec les SDIS ont réalisé en 2021 un atlas régional du risque de feux de forêt, permettant d’améliorer la connaissance sur les massifs les plus exposés. La commune, étant pour partie dans le massif d'Amboise, est classée au niveau de risque 3, sur une échelle qui en comporte quatre (1 étant le niveau maximal).

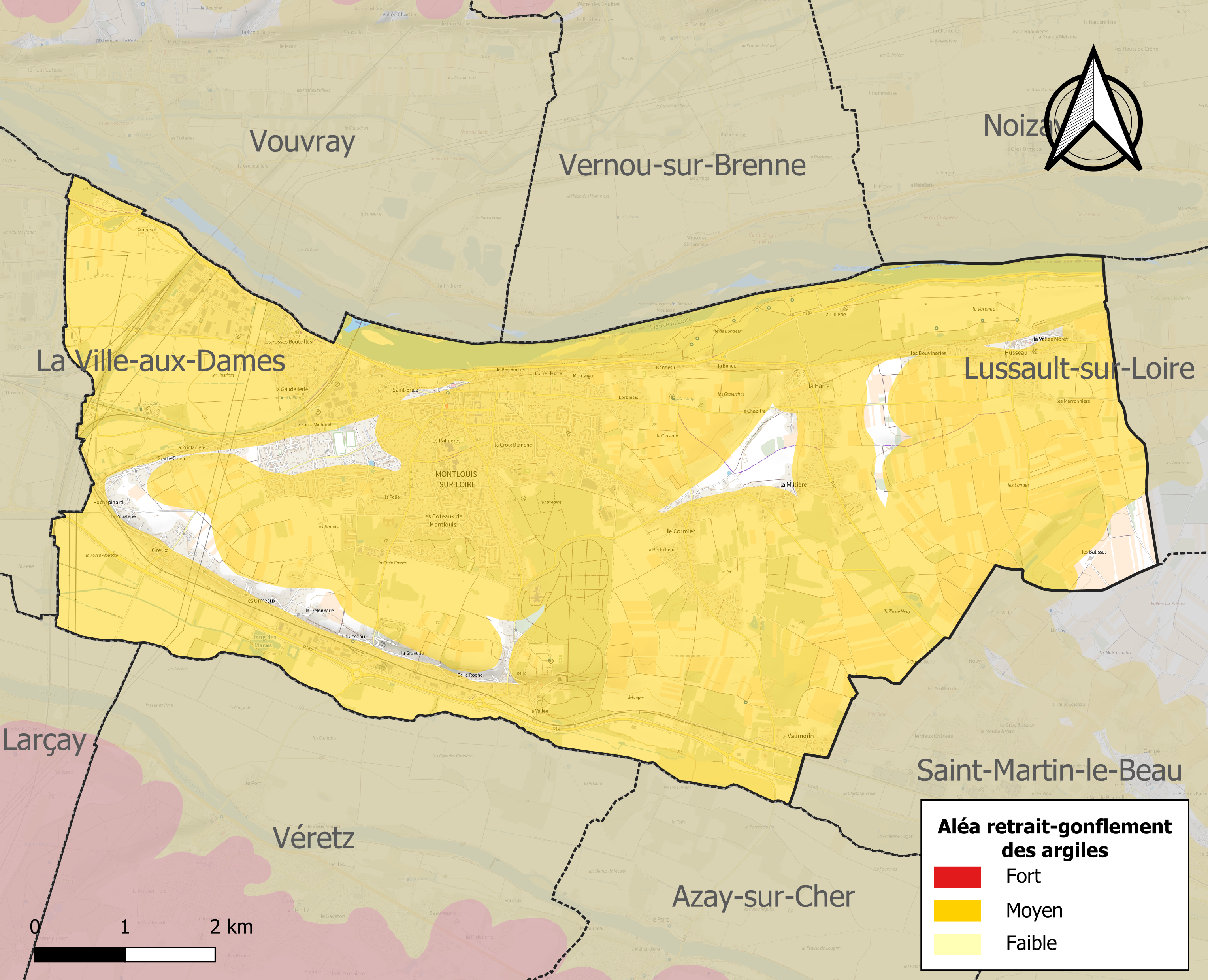
Carte des zones d'aléa retrait-gonflement des sols argileux de Montlouis-sur-Loire.

La commune est vulnérable au risque de mouvements de terrains constitué principalement du retrait-gonflement des sols argileux. Cet aléa est susceptible d'engendrer des dommages importants aux bâtiments en cas d’alternance de périodes de sécheresse et de pluie. 92,6 % de la superficie communale est en aléa moyen ou fort (90,2 % au niveau départemental et 48,5 % au niveau national). Sur les 4 046 bâtiments dénombrés sur la commune en 2019, 3506 sont en aléa moyen ou fort, soit 87 %, à comparer aux 91 % au niveau départemental et 54 % au niveau national. Une cartographie de l'exposition du territoire national au retrait gonflement des sols argileux est disponible sur le site du BRGM,.
Concernant les mouvements de terrains, la commune a été reconnue en état de catastrophe naturelle au titre des dommages causés par la sécheresse en 1991, 1992, 1993, 1996, 1997, 2011 et 2019 et par des mouvements de terrain en 1999, 2000, 2008 et 2021.

## Toponymie
Le nom de la localité est attesté sous les formes Vicus Montis Laudiacensis vers 587, Montis Laudiacensis vicus vers 590, Mons Laudiacensis en 818 (Testament d’Haganon), Mons Laudiacus au XIIe siècle, parrochianus de Monte Laudiaco en 1247, In parochia de Monte Laudato et de Montloe au début du XIIIe siècle, Parochia de Monte Laudato en 1270, Apud Montem Laudatum au XIIIe siècle, En la parroisse de Montloué en 1335, La parroisse de Montloé en 1336, Montloué entre 1368 et 1386, De tabernagio de Monte Laudato au XIVe siècle, Parochia Montis Laudati en 1469, Montlouis en 1475, Montloys en 1485, Montloire en l'an II (Délibération conseil général de la commune), Montlouis en 1813 (Cadastre), Montlouis-sur-Loire (décret du 23 août 1920).
Montlouis, variante de Montlouet. Du latin classique Mons, « hauteur », et bas latin Laudiacus : gentilice Laudius et suffixe acus. « La hauteur du domaine appelé Laudiacus ». La composition Mont Louis, du bas latin Ludovicus, nom de personne d’origine germanique, reste possible dans les toponymes postérieurs à 1300.
La commune est bordée sur son flanc nord par le fleuve, la Loire.

## Histoire
Une chapelle est desservie de 461 à 491 par saint Perpet de Tours, évêque de Tours, sur un site à l'aplomb du coteau protégé des crues de la Loire.
C'est à Montlouis que fut signée, le 30 septembre 1174 la paix entre le roi d'Angleterre Henri II et ses fils révoltés.
Dès le Moyen Âge, Montlouis s'est développé grâce à son port sur la Loire, voie navigable très utilisée, et par son activité viticole. Le toponyme de Viguerie (Jardin au pied de l'église) témoigne de son statut administratif.
Durant la guerre de Cent Ans, du 7 au 11 septembre 1356, lors de la chevauchée du Prince noir la ville est pillée pendant trois jours par les Anglais.
La Renaissance marque un âge d'or. Puis l'activité portuaire se dégrade peu à peu en raison de l'ensablement du fleuve. Montlouis devient alors une commune essentiellement rurale et agricole, toujours avec le vin.
Au cours de la Révolution française, la commune, alors appelée simplement Montlouis, porte provisoirement le nom de Monloire ou de Mont-Loire.
En 1920, le nom de la commune est modifié avec la précision Montlouis-sur-Loire.

## Politique et administration

### Découpage territorial
La commune se trouve dans l'arrondissement de Tours du département d'Indre-et-Loire.

#### Commune et intercommunalités
La commune est membre de la communauté de communes Touraine-Est Vallées.

#### Circonscriptions administratives
La commune est rattachée au canton de Montlouis-sur-Loire.

#### Circonscriptions électorales
Pour l'élection des députés, la commune fait partie de la deuxième circonscription d'Indre-et-Loire.

### Élections municipales et communautaires

#### Liste des maires
| Période                                  | Période                   | Identité                   | Étiquette | Qualité                                                     |
| ---------------------------------------- | ------------------------- | -------------------------- | --------- | ----------------------------------------------------------- |
| Les données manquantes sont à compléter. |                           |                            |           |                                                             |
|                                          |                           | Abraham Courtemanche       | SE        |                                                             |
| juin 1833                                | Décembre 1834             | Gilles Amand Gaudron       | SE        |                                                             |
| janvier 1835                             | Avril 1836                | François Serrault          | SE        |                                                             |
| avril 1836                               | mai 1841                  | Prosper Touchard           | SE        |                                                             |
| juin 1841                                | Décembre 1851             | Bessé                      | SE        |                                                             |
| janvier 1852                             | 1863                      | Baron Angellier            | SE        |                                                             |
| 1863                                     | octobre 1865              | Jérôme Aimé Perthuis       | SE        |                                                             |
| octobre 1865                             | avril 1876                | Jacques Nau-Douzillé       | SE        |                                                             |
| mai 1876                                 | septembre 1876            | Jean Latouche-Nouveau      | SE        | 1er conseiller Municipal                                    |
| octobre 1876                             | septembre 1878            | Louis David-Dardeau        | SE        |                                                             |
| octobre 1878                             | mai 1888                  | Bernard Auguste Gaucher    | SE        |                                                             |
| mai 1888                                 | mai 1900                  | Jérôme Patin Pivert        | SE        |                                                             |
| mai 1900                                 | mai 1908                  | Bernard Auguste Gaucher    | SE        |                                                             |
| mai 1908                                 | janvier 1920              | François Petitbon Fournier | SE        |                                                             |
| janvier 1920                             | février 1928              | Frederic Houssin Douzillé  | SE        |                                                             |
| février 1928                             | mai 1929                  | Eugène Bongars Viau        | SE        | 1er adjoint par délégation                                  |
| mai 1929                                 | janvier 1934              | Maurice Des moustiers      | SE        |                                                             |
| février 1934                             | mai 1935                  | Augustin Doumas            | SE        |                                                             |
| mai 1935                                 |                           | Louis Eugène Bongars       | SE        |                                                             |
| avant 1946                               | mars 1965(?)              | Émile Gerbault             | SE        |                                                             |
| mars 1965                                | février 1972              | Raoul Rebout               | SE        | Menuisier, décédé en cours de second mandat (réélu en 1971) |
| avril 1972                               | mars 1977                 | Pierre Sébille             | SE        |                                                             |
| mars 1977                                | mars 1983                 | Henriette Fouchier         | PS        | Institutrice                                                |
| mars 1983                                | mars 2014                 | Jean-Jacques Filleul       | PS        | Comptable - Député (1997-2002) - Sénateur (depuis 2011)     |
| mars 2014                                | En cours (au 28 mai 2020) | Vincent Morette            | PS        | Enseignant en collège                                       |

### Jumelages
Montlouis-sur-Loire est jumelée avec :
| Ville | Ville                 | Pays | Pays      | Période     |
| ----- | --------------------- | ---- | --------- | ----------- |
|       | Appenweier            |      | Allemagne | depuis 1975 |
|       | Castelvetro di Modena |      | Italie    | depuis 2002 |

### Politique environnementale
Dans son palmarès 2016, le Conseil national de villes et villages fleuris attribue trois fleurs à la commune au concours des villes et villages fleuris.

## Équipements et services publics

### Enseignement
Montlouis-sur-Loire se situe dans l'académie d'Orléans-Tours (zone B) et dans la circonscription de Saint-Pierre-des-Corps.
La commune compte sept établissements scolaires :
- l'école maternelle Arcadine ;
- l'école maternelle Les Ralluères ;
- l'école maternelle Robert Desnos ;
- l'école élémentaire Emile Gerbault ;
- l'école élémentaire Jules Ferry ;
- l'école élémentaire Paul Racault ;
- le collège Raoul Rebout.

### Culture

#### Maison des loisirs et de la création
Elle abrite l'Association pour l'animation de Montlouis (APAM) qui y propose des activités variées pour adultes et enfants.

#### Maison de la Loire d'Indre-et-Loire
Association fondée en 1986 et ayant pour vocation « d'éduquer à l’environnement ainsi que d’informer, sensibiliser et faire découvrir le patrimoine naturel et culturel de la Loire ». Elle propose des activités variées en rapport avec la faune et la flore du corridor ligérien.

## Population et société

### Démographie
Les habitants sont appelés les Montlouisiens.

#### Évolution démographique
L'évolution du nombre d'habitants est connue à travers les recensements de la population effectués dans la commune depuis 1793. Pour les communes de plus de 10 000 habitants les recensements ont lieu chaque année à la suite d'une enquête par sondage auprès d'un échantillon d'adresses représentant 8 % de leurs logements, contrairement aux autres communes qui ont un recensement réel tous les cinq ans,.

En 2022, la commune comptait 11 261 habitants, en évolution de +5,96 % par rapport à 2016 (Indre-et-Loire : +1,67 %, France hors Mayotte : +2,11 %).
| 1793  | 1800  | 1806  | 1821  | 1831  | 1836  | 1841  | 1846  | 1851  |
| ----- | ----- | ----- | ----- | ----- | ----- | ----- | ----- | ----- |
| 2 236 | 2 571 | 2 409 | 2 296 | 2 443 | 2 379 | 2 274 | 2 326 | 2 361 |

| 1856  | 1861  | 1866  | 1872  | 1876  | 1881  | 1886  | 1891  | 1896  |
| ----- | ----- | ----- | ----- | ----- | ----- | ----- | ----- | ----- |
| 2 166 | 2 214 | 2 190 | 2 181 | 2 175 | 2 232 | 2 247 | 2 170 | 2 053 |

| 1901  | 1906  | 1911  | 1921  | 1926  | 1931  | 1936  | 1946  | 1954  |
| ----- | ----- | ----- | ----- | ----- | ----- | ----- | ----- | ----- |
| 2 091 | 2 133 | 2 127 | 2 070 | 2 039 | 2 061 | 2 115 | 2 350 | 2 710 |

| 1962  | 1968  | 1975  | 1982  | 1990  | 1999  | 2006   | 2011   | 2016   |
| ----- | ----- | ----- | ----- | ----- | ----- | ------ | ------ | ------ |
| 3 569 | 4 169 | 5 692 | 6 932 | 8 309 | 9 657 | 10 282 | 10 452 | 10 628 |

| 2021   | 2022   | - | - | - | - | - | - | - |
| ------ | ------ | - | - | - | - | - | - | - |
| 11 048 | 11 261 | - | - | - | - | - | - | - |

### Manifestations culturelles et festivités
Depuis 1987, la ville accueille au mois de septembre le festival Jazz en Touraine. En 2010, il accueille plus de 20 000 personnes sur une durée de dix jours. Une association est créée en 1990 pour organiser ce festival indépendamment de la municipalité. Aujourd'hui, environ 200 bénévoles s'occupent de l'organisation. Depuis sa création, un grand nombre d'artistes reconnus sont venus jouer à Montlouis :
- Dee Dee Bridgewater (1989, 1992, 1996, 2003, 2006 et 2015) ;
- Liz McComb (1992) ;
- Jean-Jacques Milteau (1992) ;
- Michel Petrucciani (1996) ;
- Dianne Reeves (2004) ;
- Manu Katché (2006) ;
- Aldo Romano (2009) ;
- Brad Mehldau (2011).

### Justice, sécurité, secours et défense
- Environ 30 sapeurs-pompiers volontaires.
- Les véhicules : VSAV, CCR, VTU, MPR, bateau, VL.
- Environ 600 interventions par an.

## Économie

### Viticulture
L'AOC Montlouis-sur-Loire s'étend sur 450 ha sur les communes de Lussault-sur-Loire, Saint-Martin-le-Beau et Montlouis-sur-Loire. C'est un vin blanc décliné en sec, moelleux, effervescent et produit par un seul cépage : le chenin blanc.

## Culture locale et patrimoine

### Lieux et monuments
- Le château de la Bourdaisière : il abrite le conservatoire de la tomate (près de 500 variétés).
- L'église Saint-Laurent : l'édifice primitif fut remplacé fin XIe début XIIe siècle par une église à nef unique, dont subsistent encore la base du clocher et le chœur voûté en cul-de-four. L'inscription « République Française » de la façade date des alentours de 1881. Sur le pignon de gauche figure un graffito d'une gabarre, ex-voto marinier datant de la fin du XVIIe siècle. L'église possède aussi des vitraux du XXe siècle, dont un illustrant le bombardement du pont de Montlouis-sur-Loire en mai-juin 1944, réalisé par le maître verrier Fournier.
- Le jardin de la Viguerie, à mi-pente.
- Le presbytère : ancien hôtel particulier du XVIe siècle, inscrit aux monuments historiques en 1927, il aurait abrité les amours d'Henri IV et de Gabrielle d'Estrées. Orné de lucarnes surmontées de gâbles sculptés et sertis d'une coquille, l'édifice témoigne de l'art de la Renaissance.
- La Maison de la Loire. Depuis 1986, elle fait découvrir le patrimoine culturel et naturel du fleuve[72].
- Le quartier Cœur de ville : grand quartier « écologique » au centre de la ville composé d'immeubles destinés à la location (bailleur social) ainsi qu'à la vente, avec des maisons individuelles, des commerces et au centre une grande médiathèque[73].
- Le sentier de grande randonnée GR 3, le chemin de pèlerinage à Compostelle via Turonensis et le circuit de la Loire à vélo traversent Montlouis.
- Deux viaducs ferroviaires, construits en 1846 et en 1989, traversent la Loire à hauteur de Montlouis.
- Le manoir de la Miltière
- La maison La Ramée

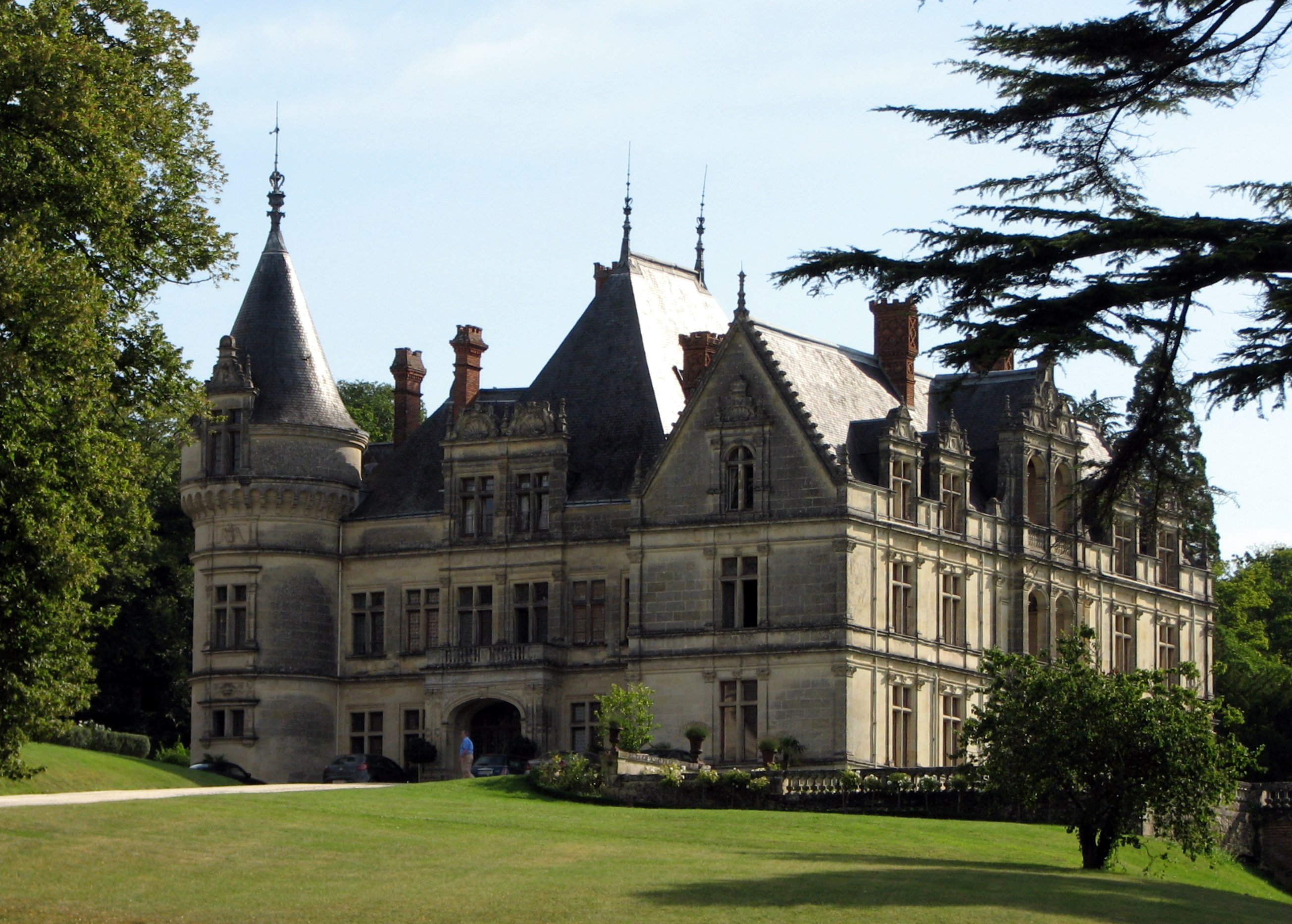
Le château de la Bourdaisière.
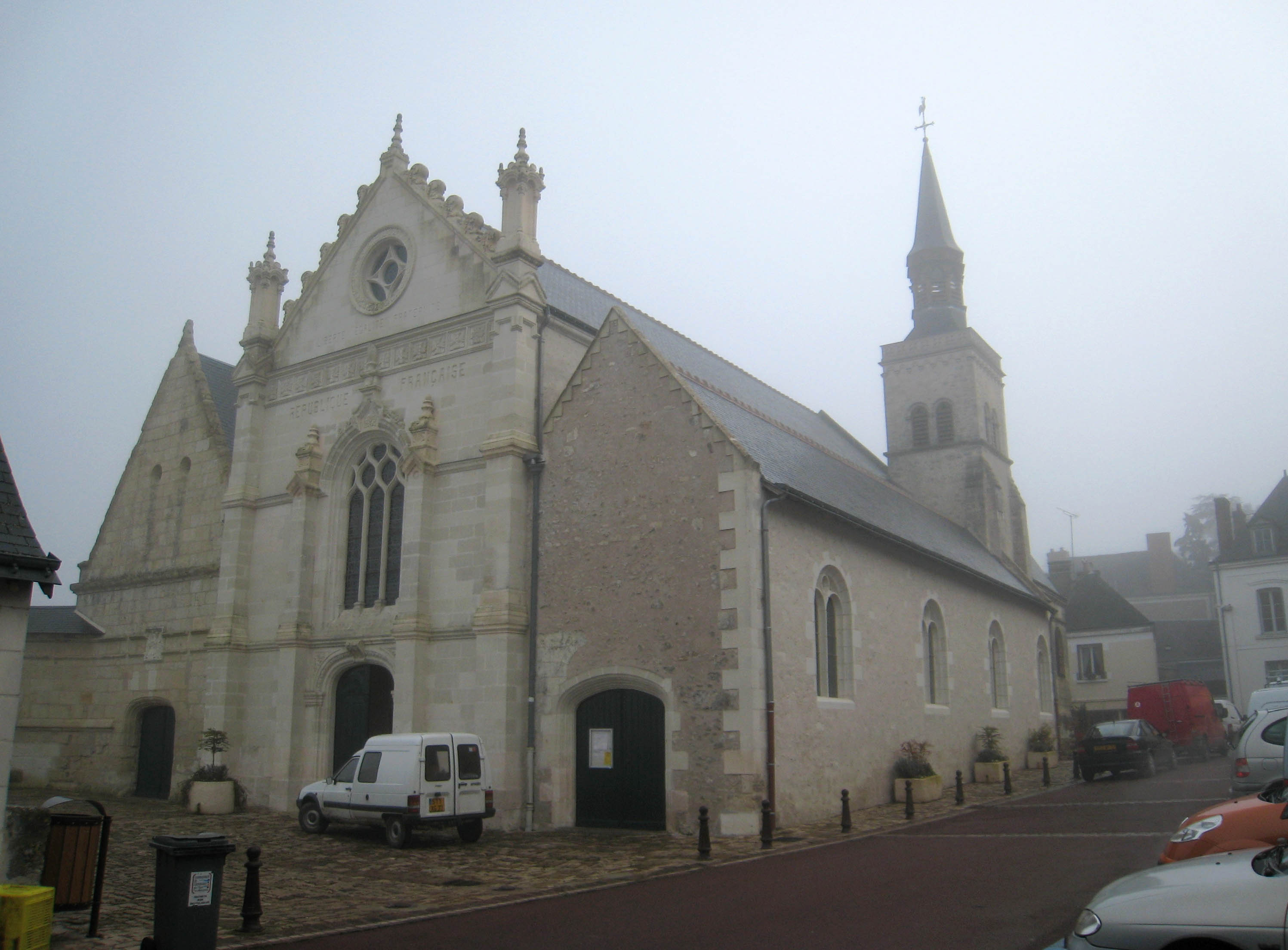
L'église Saint-Laurent.
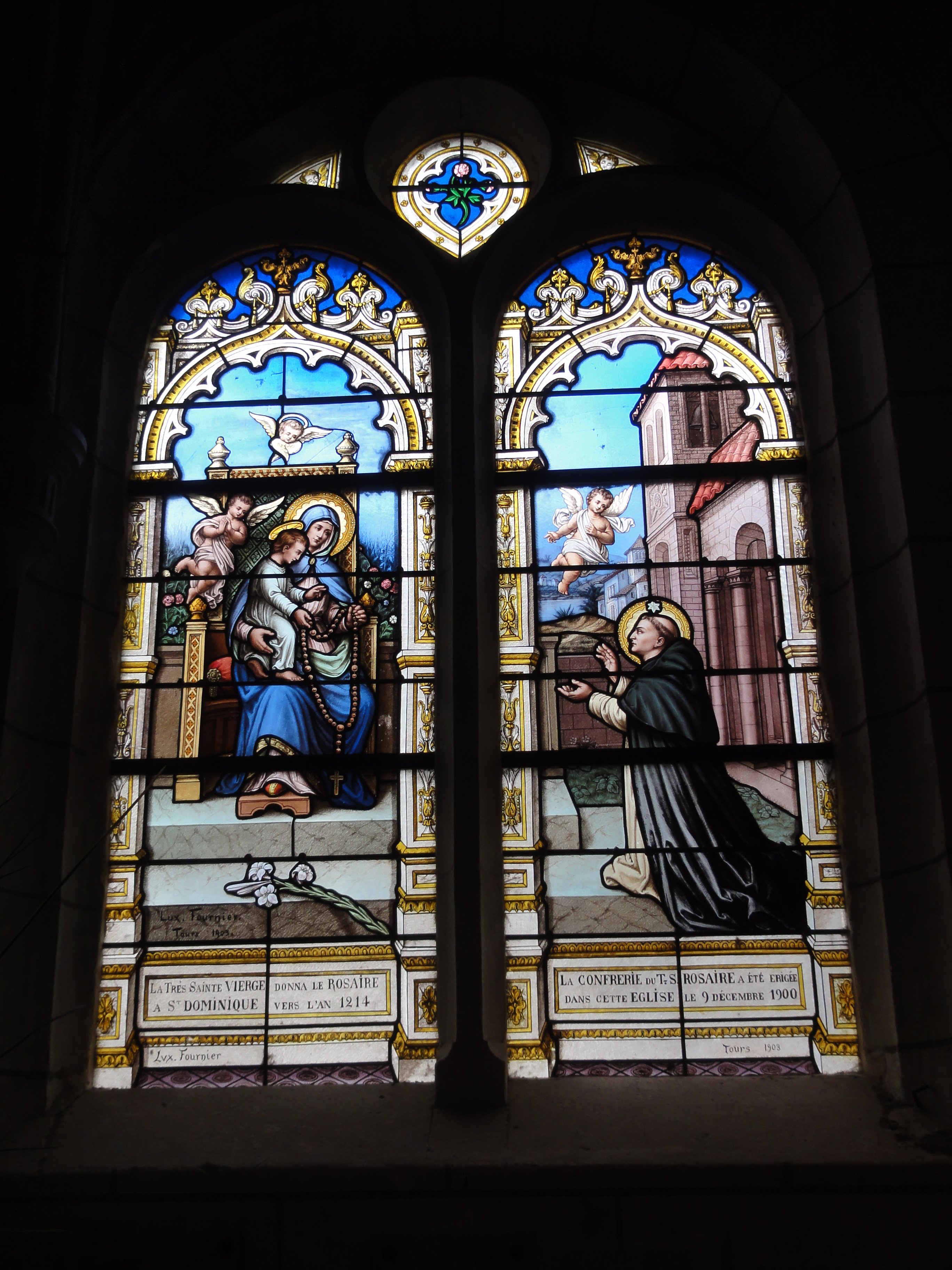
Vitrail de la confrérie du Rosaire, église Saint-Laurent.
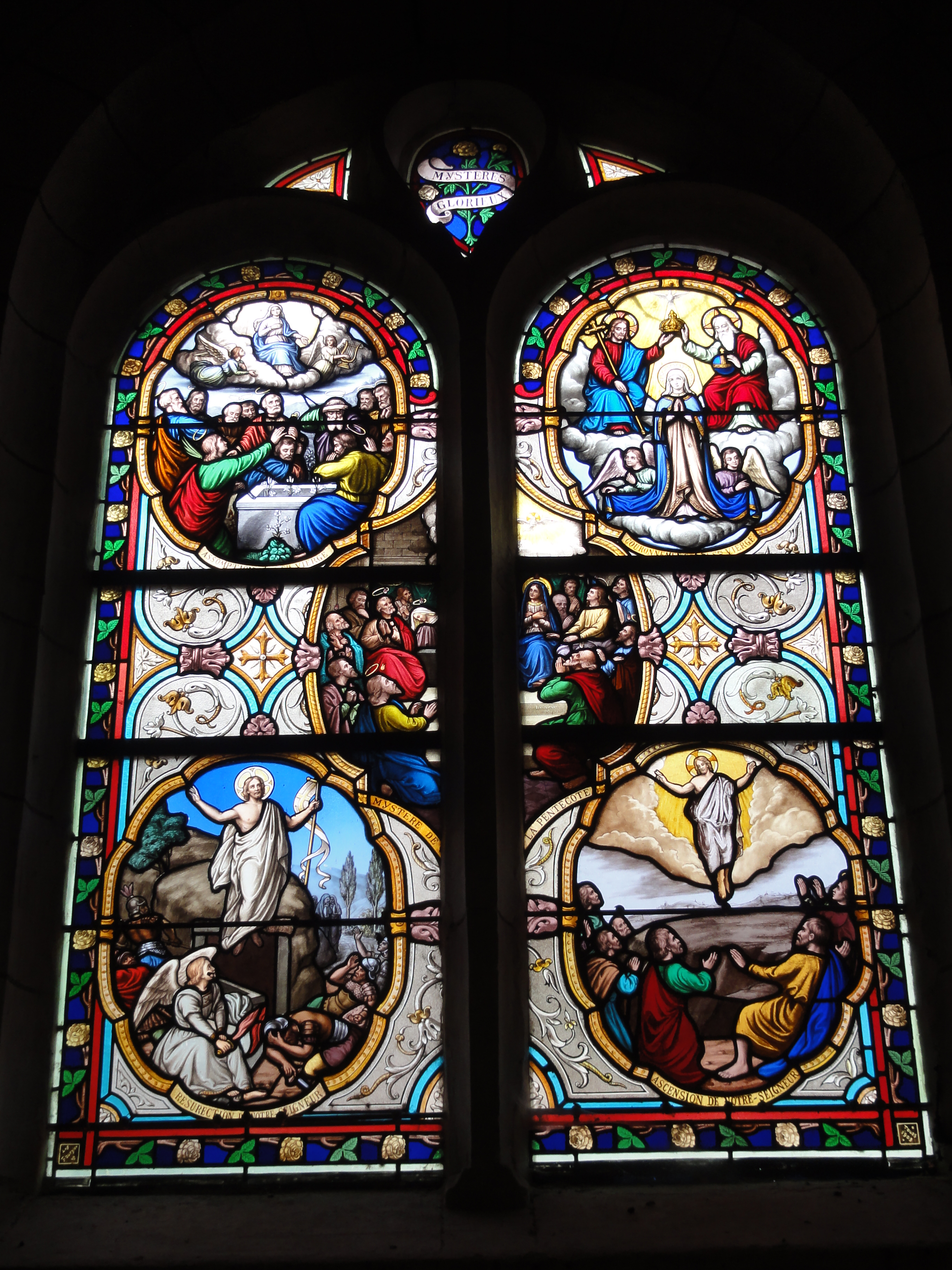
Vitrail de la confrérie du Rosaire : les mystères glorieux, église Saint-Laurent.
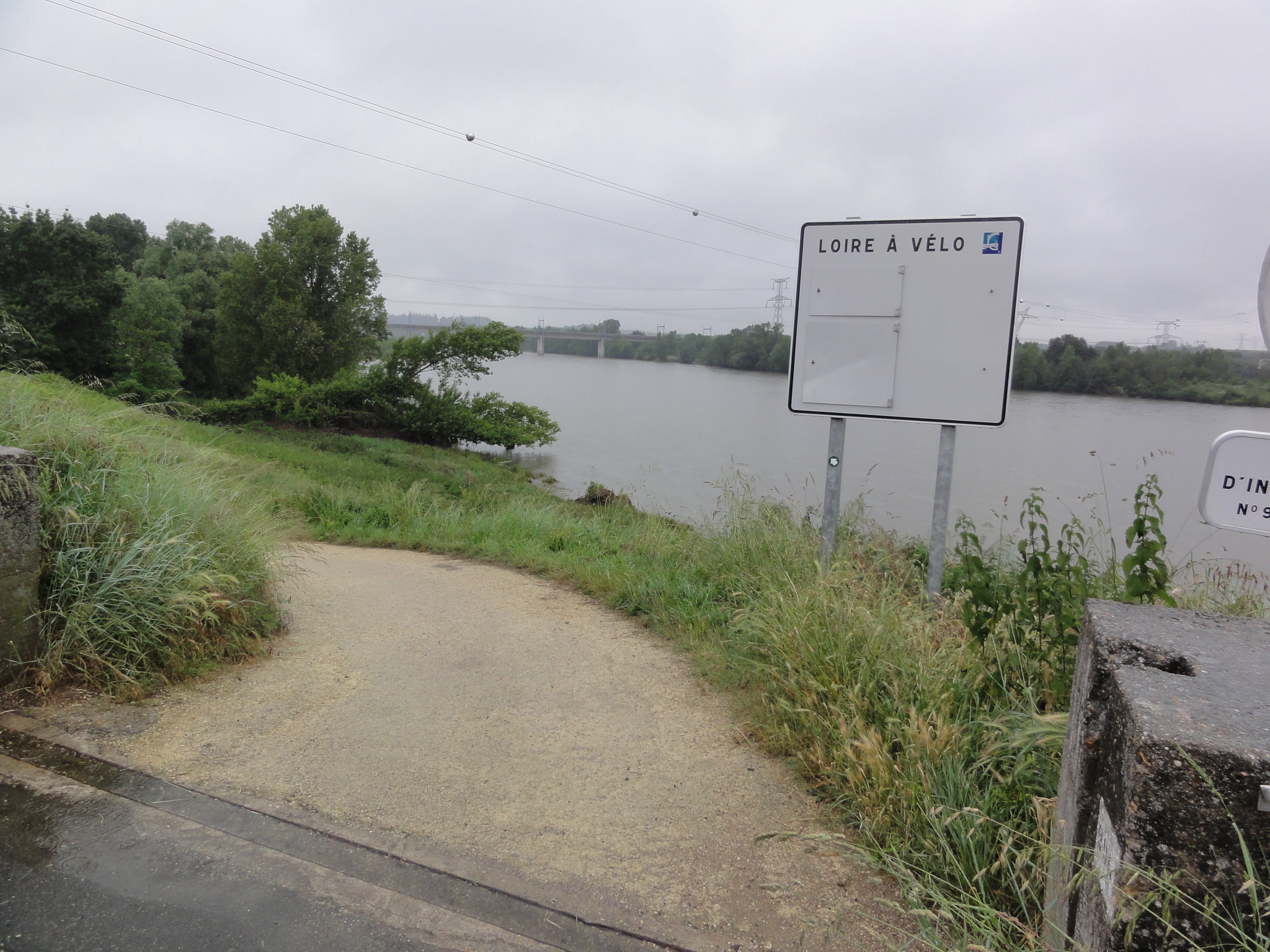
Circuit de la Loire à vélo.

### Personnalités liées à la commune
- Antoine-Dieudonné Belle (1824-1915), homme politique, maire de Tours, député d'Indre-et-Loire puis sénateur, né dans la commune.
- Michel Debré (1912-1996), homme politique, mort dans la commune.

### Héraldique
| Blason de Montlouis-sur-Loire | Les armes de Montlouis-sur-Loire se blasonnent ainsi : « Écartelé : au premier et au quatrième d'argent au senestrochère de gueules sortant d'une nuée d'azur mouvant du flanc senestre, tenant une poignée de vesce en rameau de trois pièces de sinople, au deuxième et au troisième parti au I de sinople au pal d'argent et au II de gueules au pal aussi d'argent ». |

#### Bases de données, dictionnaires et encyclopédies
- Ressources relatives à la géographie :   - Digital Atlas of the Roman Empire
  - Insee (communes)
  - Ldh/EHESS/Cassini
- Ressource relative à plusieurs domaines :   - Annuaire du service public français
- Notices d'autorité :   - VIAF
  - BnF (données)
  - IdRef
  - LCCN
  - GND
  - Israël
  - WorldCat

#### Autres liens externes
- Site officiel de la commune
- Site de l'office de tourisme de Montlouis-sur-Loire.
- Dossier relatif aux rattachements de la commune sur le site de l'Insee, [lire en ligne]
- La commune sur Remonter le temps, sur le site de l’IGN, [lire en ligne][Note 11]
- « La commune » sur Géoportail.